# Entscheidungen des Bundesarbeitsgerichts
Die Entscheidungen des Bundesarbeitsgerichts (BAGE) sind eine von den Mitgliedern des Richtervereins des Bundesarbeitsgerichts herausgegebene, bei de Gruyter, Berlin, erscheinende Sammlung der wichtigen Entscheidungen des Bundesarbeitsgerichts, analog zur Sammlung der Entscheidungen des Bundesgerichtshofs in Zivilsachen, BGHZ. Der Abkürzung folgen beim Zitat üblicherweise Band, Seitenzahl, auf der die Entscheidung beginnt und Seitenzahl der einschlägigen Stelle.
Die einzelnen Entscheidungen werden in der Form „BAGE 53, 42, 56“ zitiert. Das bedeutet, dass die zitierte Entscheidung zur betrieblichen Übung in Band 53 der Entscheidungssammlung steht und auf Seite 42 beginnt; die Stelle, auf die es dem Zitierenden ankommt, steht auf Seite 56.